# So Much
So Much ist ein Lied des englischen Singer-Songwriters und Rockmusikers Peter Gabriel. Es ist am 1. Dezember 2023 auf Gabriels zehntem Studioalbum i/o erschienen.

## Geschichte
Das Lied wurde erstmals als Weltpremiere bei dem achten Konzert der I/o The Tour am 30. Mai 2023 in der Royal Arena in Kopenhagen, Dänemark live gespielt.
Die Erstveröffentlichung von So Much erfolgte als siebte Single des Albums i/o am 3. Juli 2023.
Diese wurde als Einzeltrack zum Download und Streaming durch Real World Records veröffentlicht. Hierbei handelt es sich um den sogenannten Dark-Side Mix, der von Tchad Blake abgemischt wurde. Ähnlich wie bei den in den sechs Monaten zuvor veröffentlichten Titeln Panopticom, The Court, Playing for Time, i/o, Four Kinds of Horses und Road to Joy wurde das erste Veröffentlichungsdatum der Single so gewählt, dass es mit einem Vollmond zusammenfällt.
Insgesamt wurden drei verschiedene Mixe des Titels veröffentlicht: Nach dem Dark-Side Mix (gemixt von Tchad Blake) wurde am 17. Juli 2023 der Bright-Side Mix (gemixt von Mark „Spike“ Stent) und der Atmos In-Side Mix (von Hans-Martin Buff) an dem darauffolgenden Neumond veröffentlicht.

„Mir gefällt die Idee des Multiple-Mix-Ansatzes sehr gut, denn für die meisten Künstler ist der Prozess und nicht das Produkt das Wichtigste. In gewisser Weise versuche ich, den Prozess für diejenigen, die daran interessiert sind, ein wenig mehr zu öffnen.“

## Artwork
Das Cover-Artwork der Single zeigt ein Bild von dem Künstler Henry Hudson aus Bath mit dem Titel Somewhere Over Mercia. Es gehört zu Hudsons Serie Horizon Line und unterscheidet sich stark von seinen vorherigen Arbeiten. Alle Bilder der Serie zeigen stets Flächen in jeweils anderen Schattierungen von Farben, die eine meistens waagerecht liegende Linie durchläuft. Sie sind reduziert und nicht gegenständlich. Somewhere over Mercia hat eine Schicht Knetmasse auf die blaue Farbpigmente aufgetragen wurden. Die horizontale Linie" ist in die Knetmasse geschnitten und zeigt die darunterliegenden gelben und roten Farbschichten, die dadurch wieder sichtbar werden.

„Ich sah mir Henrys Arbeiten an und fand sie großartig. Er hat einige dichte und komplizierte Arbeiten mit Plastilin gemacht, aber dann hat er auch diese anderen, eher expressionistischen, horizontalen Arbeiten mit verschiedenen Farben, die sehr einfach und rein sind. Ich hatte eine starke Verbindung zu ihm. Die Arbeiten mit Henrys Horizonten sind in gewisser Weise minimalistisch. Sie sind sehr vielschichtig, und es gibt ein körperliches oder dreidimensionales Element in der Art und Weise, wie er die Arbeiten zusammensetzt. Die Idee, den Horizont in einer anderen Farbe auszuschneiden – in diesem Fall wollte er, dass er gelb ist – und ihn dann tatsächlich in das Gemälde einfließen zu lassen, fand ich schön und kraftvoll. Einerseits ist der Horizont das Unendliche, aber er ist auch die Grenze. Es hatte eine gute Symbolik. Ich finde, es ist ein großartiges Werk.“

„Der Song hat etwas Universelles an sich. Ich denke, die Beziehung zwischen diesem Lied und meinen Horizontlinien ist ziemlich ergreifend – es geht um unser Verständnis davon, was Zeit ist, um Leerstellen oder Horizonte oder Orte, die näher oder weiter entfernt zu sein scheinen.“

Hudson erstellte eine ganze Serie dieser Horizontlinien. Diese sind Landschaftsbilder aus einer großen Entfernung, wie etwa aus dem Flugzeug heraus gesehen. Der Titel bezieht sich immer auf einen bestimmten Landstrich der Welt. Mercia war eines der sieben angelsächsischen Königreiche während der Heptarchie in Mittelengland in der sowohl Henry Hudson als auch Peter Gabriel geboren wurden und leben.

## Hintergrund
Aufgenommen in Gabriels Real World Studios in Box, Wiltshire und im Beehive und in den British Grove Studios in London sind auf So Much unter anderem wieder Tony Levin an der Bassgitarre, David Rhodes an der E-Gitarre, das ständige New Blood-Orchester für dieses Album und Melanie Gabriel im Begleitgesang zu hören.
Der Dark-Side Mix der Single wurde am siebten Vollmond des Jahres 2023 veröffentlicht, genannt Buck Moon. Gabriel kündigte bei der Veröffentlichung des Titels Panopticom an, dass weitere Bright-Side Mixe von Titeln des Albums von Mark „Spike“ Stent und weitere Dark-Side Mixe von Tchad Blake veröffentlicht werden. Der erste Mix wurde jeweils bei Vollmond und die weiteren bei Neumond veröffentlicht. Darüber hinaus wurden von allen Titeln In-Side Mixe in Dolby Atmos von Hans-Martin Buff angekündigt, die von ihm im Red Room der Real World Studios und seinem eigenen Tonstudio Aural Majority Pad in Boofland erstellt wurden. Diese können auf Apple Music, Amazon Music als auch der Audio-Blu-ray des Albums gehört werden. Als Stereo-Variante steht bzgl. der Streamingdienste der jeweilige Dark-Side Mix zur Verfügung.
Peter Gabriel versuchte einen einfachen Refrain zu schaffen, der trotzdem eine gewisse Substanz in der Harmonie und Melodie hat also etwas, das leicht zu verdauen ist, aber trotzdem ein bisschen Charakter hat. Nach Meinung von Tchad Blake, der alle Dark-Side Mixe erstellt hat, ist So Much das Beste was Peter je geschrieben und aufgenommen hat.

## Inhalt und Bedeutung
So Much ist ein Song über das Altern, über Entscheidungen und über die Grenzen der Möglichkeiten. In gewisser Weise geht es auch um Unendlichkeit und Limits im Allgemeinen. Der Liedtext blickt auf das Leben und versucht das zu ordnen, was einem wirklich wichtig ist. Es wird dabei versucht den großen ganzen Zusammenhang auszumachen.
Über den Ursprung des Liedes sagte Gabriel:

„In So Much geht es um Sterblichkeit, das Altwerden, all die fröhlichen Themen, aber ich denke, wenn man in mein Alter kommt, läuft man entweder vor der Sterblichkeit davon oder man stürzt sich in sie und versucht, das Leben in vollen Zügen zu leben, und das scheint mir immer viel mehr Sinn zu machen. Die Länder, die am lebendigsten erscheinen, sind diejenigen, die den Tod als Teil ihrer Kultur haben.“

In So Much geht es sowohl darum, in all den Erfahrungen und freudigen Ablenkungen zu schwelgen, die man jetzt noch machen kann, als auch über die Zukunft nachzudenken.
Gabriel ist seiner Aussage nach süchtig nach neuen Ideen und allen Arten von Projekten. Er ist begeistert von den Dingen und möchte hin- und herspringen und verschiedene Dinge tun. Er liebt es, in einem Durcheinander von „so viel“ zu sein, was aber auch bedeutet, dass er einfach „so viel“ Zeit oder was auch immer zur Verfügung habe. Um die Balance zwischen beidem geht es in dem Song. Es gibt „so viel“, was man anstreben kann, aber es geht auch nur „so viel“.

## Bandcamp Exclusives
Für die Abonnenten des Kanals von Peter Gabriel bei dem Online-Musikdienst Bandcamp wurden zusätzlich zu den Bright-Side und den Dark-Side Mixen alternative Versionen der bis jetzt veröffentlichten Titel des Albums i/o auch zum Download zur Verfügung gestellt, wie auch Videoclips, die deutlich mehr in die Tiefe gehen als die Clips auf YouTube, die an jedem Vollmond regulär erscheinen (meistens an Neumond, manchmal später).
So Much (Guitar Version) – 4:48 – Gitarrenfassung, die später zugunsten der für Gabriel persönlicheren Klavierversion verworfen wurde. Die E-Gitarre wurde von David Rhodes eingespielt. Dieser Versuch ist ungewöhnlich, da die Gitarre nicht Gabriels zentrales Instrument ist und er dies nicht oft macht.

## Mitwirkende
(Quelle:)

### Liedproduktion
- Tchad Blake – Mixing (Dark-Side Mix)
- Hans-Martin Buff – Dolby-Atmos-Mixing (In-Side Mix)
- Richard Chappell – Vorproduktion-Toningenieur
- Tom Coath – Assistenz-Orchester-Toningenieur
- Matt Colton – Mastering
- Faye Dolle – Assistenz-Toningenieurin
- Melanie Gabriel – Begleitgesang
- Peter Gabriel – Hauptgesang, Begleitgesang, Klavier, Synthesizer, Produzent
- Oli Jacobs – Toningenieur
- Lewis Jones – Orchester-Toningenieur
- Tony Levin – Bassgitarre
- Katie May – Toningenieurin
- David Rhodes – E-Gitarre, 12-saitige Gitarre
- Dom Shaw – Toningenieur
- Mark „Spike“ Stent – Mixing (Bright-Side Mix)
- Luie Stylianou – Assistenz-Orchester-Toningenieur

### Orchesterproduktion
- Mitglieder des New Blood Orchestra:
  - Orchester-Arrangements – John Metcalfe, Peter Gabriel
  - Geigen – Everton Nelson, Ian Humphries, Louisa Fuller, Charles Mutter, Cathy Thompson, Natalia Bonner, Richard George, Marianne Haynes, Martin Burgess, Clare Hayes, Debbie Widdup, Odile Ollagnon
  - Bratschen – Bruce White, Fiona Bonds, Peter Lale, Rachel Roberts
  - Celli – Ian Burdge, Chris Worsey, Caroline Dale, William Schofield, Tony Woollard, Chris Allan
  - Kontrabass – Chris Laurence, Stacy Watton, Lucy Shaw
  - Waldhorn – David Pyatt, Richard Bissill
  - Trompete – Andrew Crowley
  - Euphonium – Andy Wood
  - Tenorposaune – Tracy Holloway
  - Bassposaune – Richard Henry
  - Tuba – David Powell
  - Dirigent – John Metcalfe
  - Konzertmeister – Everton Nelson
  - Betreuer der Noten – Dave Foster
  - Auftragnehmer des Orchesters – Lucy Whalley und Susie Gillis für Isobel Griffiths Ltd.[5]

### Unternehmen
- Aural Majority Pad – Tonstudio (Dolby Atmos Mix)
- The Beehive – Tonstudio
- British Grove – Tonstudio
- Metropolis Mastering – Mastering
- Real World Studios – Tonstudio